# Fausto Puccini
Fausto Maria Puccini (Roma, 4 novembre 1932 – Roma, 1º aprile 2016) è stato un cavaliere italiano.

## Carriera
Nato a Roma  nel 1932, fu attivo inizialmente nel salto ostacoli, in seguito passò al dressage, diventando 6 volte campione italiano, nel 1977, 1978 e 1979 in sella a Palazzo, 1980 in sella a Leon, 1989 e 1995 in sella a Fiffikus. Vinse inoltre quattro medaglie d'argento e quattro di bronzo nei campionati italiani in questa specialità. Nel 1976, a 44 anni, partecipò ai giochi olimpici di Montréal 1976, nel dressage individuale, primo italiano di sempre in questa specialità,  arrivando 27º con 1258 punti, in sella a Palazzo. 20 anni dopo partecipò ad Atlanta 1996, a 63 anni, diventando il più anziano partecipante italiano nella storia dei giochi olimpici. Gareggiò nel dressage individuale, terminando 47° con lo score di 56,72%, e nel dressage a squadre, insieme a Daria Fantoni, Paolo Giani Margi e Pia Laus, concludendo al 9º posto, con 4691 punti, in entrambe le gare su Fiffikus. Anche una delle due figlie, Desirée, è stata una cavallerizza, campionessa italiana di dressage su Frenchman nel 1990 e 1995 e partecipante al Mondiale di Stoccolma del 1990. Fu avvocato e al contempo imprenditore nel settore alberghiero, gestendo il Grand Hotel Ritz ai Parioli, aperto dal padre Gino. Nel 2005 venne ordinato Cavaliere del lavoro da Carlo Azeglio Ciampi. Fu insignito anche delle stelle al merito sportivo d'oro, argento e bronzo. È morto il 1º aprile 2016, all'età di 83 anni.